# Teodora Emiltzos da Bulgária
Teodora (em búlgaro:  Теодора) foi uma princesa búlgara e rainha consorte da Sérvia, primeira esposa do rei Estêvão Uresis III.

## História
Ela era a segunda filha do imperador da Bulgária Emiltzos com sua esposa, uma filha do sebastocrator Constantino Paleólogo e sobrinha do imperador bizantino Miguel VIII Paleólogo.
Teodora se casou com o príncipe herdeiro Estêvão Uresis III em 24 de agosto de 1296 e eles tiveram dois filhos:
- Imperador Estêvão Uresis IV
- Dusica

Em 1314, seu sogro, Estêvão Milutino, discutiu com Estêvão e enviou-o para Constantinopla para ser cegado. Teodora e a família foram junto e se estabeleceram lá até 1320, quando receberam permissão para voltar. Teodora morreu em 20 de dezembro de 1322 na residência real em Zvečan, Kosovska Mitrovica. Ela foi enterrada no Mosteiro de Banjska, nas proximidades.